# Dorotheenstadt
Dorotheenstadt er en historisk zone eller Stadtviertel i det centrale Berlin, Tyskland, og er en del af bydelen (Ortsteil) Mitte inden for bybezirket også kaldet Mitte. Dorotheenstadt er hjemsted for flere berømte berlinske vartegn: Brandenburger Tor, Pariser Platz og Unter den Linden.

## Beliggenhed
Dorotheenstadt er afgrænset i vest af Großer Tiergarten, i nord af floden Spree, i nordøst af Kupfergraben (en del af Spree-kanalsystemet), i øst af Hinter dem Gießhaus og Oberwallstraße og i syd af Behrenstraße.

## Historie
I 1670 gav kurfyrste Frederik Vilhelm den Store af Brandburg-Preussen en gave til sin anden kone, Sophie Dorothea fra Huset Glücksburg, en ejendom i Cölln, som var placeret ved bymuren der omfattede Berlin og Großer Tiergarten. En ny bydel, oprindeligt kaldet Neustadt, blev anlagt i henhold til et strengt rektangulært gadenet planlagt af Joachim Ernst Blesendorf, tilsynsmand for befæstninger og anlæg, mellem Georgenstraße i nord og Schadowstraße i syd. Neustadt modtog stadsrettigheder i 1674 og blev omdøbt til Dorotheenstadt i Sophie Dorotheas ære i 1681, selvom udtrykket var i brug tidligere.
I 1709 blev Dorotheenstadt forenet med de to byer Berlin og Cölln og de to andre 'nye byer' Friedrichswerder og Friedrichstadt til at danne den 'kongelige hovedstads og residensby' Berlin. I løbet af det 18. århundrede, blev bydelen udvidet til Spree i nord og Tiergarten i vest. Oprindeligt var de nye byer oprindeligt tiltænkt beboelse, bygget af sten i 2 eller 3 etagers højde, men i anden halvdel af 1800-tallet erstattede store regerings- og forretningsbygninger dem. Den østlige del af Dorotheenstadt, nær museerne, udviklede sig til et akademisk område, herunder med Berlin Universitet (nu Humboldt Universitet) og Berlins Statsbibliotek. Efter opførelsen af Berlin Stadtbahn i 1880 voksede et pulserende bycentrum op omkring Friedrichstraße-stationen ved siden af det eftertragtede og elegante kvarter Unter den Linden. Befolkningen faldt fra 20.144 i 1867 til 11.492 i 1910, da området blev mindre boligorienteret. I 1920, med oprettelsen af Stor-Berlin, blev Dorotheenstadt indarbejdet i den nyoprettede bydel Mitte.
Efter omfattende ødelæggelse i 2. verdenskrig og optagelsen af Mitte i den sovjetiske sektor i det opdelte Berlin (det senere Østberlin), blev mange historiske bygninger, blandt andet Humboldt-universitetet, Berlins Staatsoper og Alte Bibliothek genopbygget under DDR. SidenTysklands genforening i 1990 er den vestlige del af Dorotheenstadt omkring Pariser Platz også blevet genopbygget.

## Vigtige bygninger og vartegn
- Pariser Platz
  - Brandenburger Tor
  - USA's ambassade
  - Akademie der Künste
  - Frankrigs ambassade, Berlin
- Wilhelmstraße
  - Marschallbrücke
  - Jakob-Kaiser-Haus
  - Storbritanniens ambassade, Berlin
- Unter den Linden
  - Ruslands ambassade, Berlin
  - Komische Oper
  - Humboldt Universitet
  - Staatsbibliothek
  - Alte Bibliothek
  - Bebelplatz
  - Berlins Staatsoper
  - Statue af Frederik den Store af Preussen
  - Neue Wache
- Friedrichstraße
  - Weidendammer Brücke
  - Admiralspalast
  - Friedrichstraße station
  - Checkpoint Charlie Museum

## Kulturelle omtaler
- Jens Gerlach, en østtysk digter, skrev en samling af digte kaldet Dorotheenstädtische Monologe (Berlin: Aufbau, 1972)